# Agrilus gerschuni
Agrilus gerschuni es una especie de insecto del género Agrilus, familia Buprestidae, orden Coleoptera.
Fue descrita científicamente por Stepanov, 1958.